# Diabletes errans
Diabletes errans är en skalbaggsart som först beskrevs av Sylvain Auguste de Marseul 1860.  Diabletes errans ingår i släktet Diabletes och familjen stumpbaggar. Inga underarter finns listade i Catalogue of Life.